# Ricinoides karschii
Espèce
Synonymes
- Cryptostemma karschii Hansen & Sørensen, 1904

Ricinoides karschii est une espèce de ricinules de la famille des Ricinoididae.

## Distribution
Cette espèce se rencontre au Cameroun, au Gabon et en République du Congo.

## Publication originale
- Hansen & Sørensen, 1904 : On two Orders of Arachnida. Cambridge, Cambridge University Press, p. 1–174 (texte intégral).